# Borondougou
Borondougou is een gemeente (commune) in de regio Mopti in Mali. De gemeente telt 8100 inwoners (2009).
De gemeente bestaat uit de volgende plaatsen:
- Bogo
- Diambacourou (hoofdplaats)
- Foussi
- Komio
- Singo